# Burkarty
Burkarty (niem. Borchertsdorf) – wieś w Polsce położona w województwie warmińsko-mazurskim, w powiecie bartoszyckim, w gminie Bartoszyce. W latach 1975–1998 miejscowość administracyjnie należała do województwa olsztyńskiego.
Wieś założona w 1367 r. na 32 włokach, pod nazwą Burghardisdorf.
W 1935 roku do szkoły we wsi, zatrudniającej jednego nauczyciela, uczęszczało 47 dzieci. W 1939 r. we wsi mieszkało 276 osób.
W 1983 r. we wsi było 14 domów z 16. mieszkaniami i 51 mieszkańcami. We wsi było 16 indywidualnych gospodarstw rolnych, gospodarujących łącznie na 93 ha oraz hodujących 74 sztuki bydła (w tym 40 krów), 43 sztuk nierogacizny i 8 koni.